# KIST FC
Le KIST FC est un club rwandais de football basé à Kigali.

## Histoire
Le club participe à deux reprises au championnat de première division, en 2005 puis en 2006, où il se classe respectivement neuvième puis dixième. Il se retire de la première division à l'issue de la saison 2006.